# Рибера (Агриђенто)
Рибера (итал. Ribera) је насеље у Италији у округу Агриђенто, региону Сицилија.
Према процени из 2011. у насељу је живело 17664 становника. Насеље се налази на надморској висини од 216 м.

## Становништво
Према резултатима пописа становништва 2011. у општини је живело 19.302 становника.
| 1931.  | 1936.  | 1951.  | 1961.  | 1971.  | 1981.  | 1991.  | 2001.  | 2011.  |
| ------ | ------ | ------ | ------ | ------ | ------ | ------ | ------ | ------ |
| 13.231 | 14.607 | 18.193 | 18.547 | 16.835 | 19.513 | 21.004 | 20.186 | 19.302 |

## Партнерски градови
- Елизабет